# Nymphulodes franciscalis
Nymphulodes franciscalis is een vlinder uit de familie van de grasmotten (Crambidae). De wetenschappelijke naam van de soort is voor het eerst gepubliceerd in 1906 door William Schaus.
De soort komt voor in Brazilië.